# Pierre Sène
Pierre Yves Fily Sène (ur. 5 kwietnia 1964) – senegalski judoka. Dwukrotny olimpijczyk. Zajął 20. miejsce w Seulu 1988 i 24. w Barcelonie 1992. Walczył w wadze półlekkiej.
Uczestnik mistrzostw świata w 1987 roku.

## Letnie Igrzyska Olimpijskie 1988
| Konkurencja | Eliminacje           | Klas. końcowa |
| Konkurencja | Przeciwnik 1         | Miejsce       |
| ----------- | -------------------- | ------------- |
| 65 kg       | Brent Cooper (NZL) P | 20.           |

## Letnie Igrzyska Olimpijskie 1992
| Konkurencja | Eliminacje             | Klas. końcowa |
| Konkurencja | Przeciwnik 1           | Miejsce       |
| ----------- | ---------------------- | ------------- |
| 65 kg       | Jorge Steffano (URU) P | 24.           |